# 노자키 게이타
노자키 게이타(일본어: 野崎 桂太, 1990년 4월 25일 ~ )는 일본의 전 축구 선수이다.

## 구단 경력
과거 더스파구사쓰 군마에서 활동하였다.